# Tailândia nos Jogos Olímpicos de Verão de 2024
Tailândia participou dos Jogos Olímpicos de Verão de 2024, realizados em Paris, na França. Foi a 18.ª aparição do país nos Jogos Olímpicos de Verão desde a estreia em Helsinque 1952, sendo representado por 52 atletas que competiram em 16 esportes.
Conquistou seis medalhas, sendo uma de ouro com Panipak Wongpattanakit na categoria até 49 kg feminino do taekwondo; três de prata, com Kunlavut Vitidsarn nas simples masculinas do badminton, Theerapong Silachai na categoria até 61 kg e Weeraphon Wichuma na até 73 kg masculino, ambos no halterofilismo; e duas de bronze, com Janjaem Suwannapheng na categoria até 66 kg feminino do boxe e Surodchana Khambao na categoria até 49 kg feminino do halterofilismo.

## Medalhas
| Atleta                 | Esporte        | Evento              | Medalha |
| ---------------------- | -------------- | ------------------- | ------- |
| Panipak Wongpattanakit | Taekwondo      | Até 49 kg feminino  | Ouro    |
| Kunlavut Vitidsarn     | Badminton      | Simples masculino   | Prata   |
| Theerapong Silachai    | Halterofilismo | Até 61 kg masculino | Prata   |
| Weeraphon Wichuma      | Halterofilismo | Até 73 kg masculino | Prata   |
| Janjaem Suwannapheng   | Boxe           | Até 66 kg feminino  | Bronze  |
| Surodchana Khambao     | Halterofilismo | Até 49 kg feminino  | Bronze  |

## Competidores
Esta foi a participação por modalidade nesta edição:
| Esporte          | Masculino | Feminino | Total |
| ---------------- | --------- | -------- | ----- |
| Atletismo        | 1         | 1        | 2     |
| Badminton        | 4         | 5        | 9     |
| Boxe             | 3         | 5        | 8     |
| Ciclismo         | 3         | 1        | 5     |
| Golfe            | 2         | 2        | 4     |
| Halterofilismo   | 2         | 2        | 4     |
| Judô             | 1         | 0        | 1     |
| Hipismo          | 0         | 1        | 1     |
| Natação          | 1         | 1        | 2     |
| Pentatlo moderno | 1         | 0        | 1     |
| Remo             | 1         | 0        | 1     |
| Taekwondo        | 1         | 2        | 3     |
| Tênis de mesa    | 0         | 3        | 3     |
| Tiro             | 1         | 2        | 3     |
| Skate            | 0         | 1        | 1     |
| Vela             | 2         | 2        | 4     |
| Total            | 24        | 27       | 51    |

## Desempenho

### Atletismo
- Q = Qualificado para a próxima fase
- q = Qualificado para a próxima fase como o perdedor mais rápido ou, em eventos de campo, pela posição sem atingir o alvo para qualificação
- N/A = Fase não aplicável para o evento
- Bye = Atleta não precisou disputar aquela fase

Masculino
Eventos de pista
| Atleta          | Evento | Preliminar | Preliminar | Baterias | Baterias | Semifinal | Semifinal | Final       | Final       | Ref.  |
| Atleta          | Evento | Tempo      | Pos.       | Tempo    | Pos.     | Tempo     | Pos.      | Tempo       | Pos.        | Ref.  |
| --------------- | ------ | ---------- | ---------- | -------- | -------- | --------- | --------- | ----------- | ----------- | ----- |
| Puripol Boonson | 100 m  | Bye        | Bye        | 10.13    | 3 Q      | 10.14     | 9         | Não avançou | Não avançou | [ 5 ] |

Feminino
Eventos de campo
| Atleta           | Evento              | Qualificação | Qualificação | Final       | Final       | Ref.  |
| Atleta           | Evento              | Marca        | Pos.         | Marca       | Pos.        | Ref.  |
| ---------------- | ------------------- | ------------ | ------------ | ----------- | ----------- | ----- |
| Subenrat Insaeng | Lançamento de disco | 58.07        | 30           | Não avançou | Não avançou | [ 6 ] |

### Badminton
Masculino
| Atleta                          | Evento  | Fase de grupos              | Fase de grupos               | Fase de grupos               | Fase de grupos | Oitavas               | Quartas                    | Semifinal            | Final / DB           | Final / DB       | Ref.  |
| Atleta                          | Evento  | Adversário Resultado        | Adversário Resultado         | Adversário Resultado         | Pos.           | Adversário Resultado  | Adversário Resultado       | Adversário Resultado | Adversário Resultado | Pos.             | Ref.  |
| ------------------------------- | ------- | --------------------------- | ---------------------------- | ---------------------------- | -------------- | --------------------- | -------------------------- | -------------------- | -------------------- | ---------------- | ----- |
| Kunlavut Vitidsarn              | Simples | MRI J Paul V 2–0            | FIN K Koljonen V 1–0, RET    | —                            | 1 Q            | JPN K Nishimoto V 2–1 | CHN Shi Y V 2–0            | MAS Lee Z V 2–0      | DEN V Axelsen D 0–2  | Medalha de prata | [ 7 ] |
| Supak Jomkoh Kittinupong Kedren | Duplas  | FRA C Popov / T Popov V 2–0 | CZE O Král / A Mendrek V 2–0 | KOR Kang M-h / Seo S-j D 0–2 | 2 Q            | —                     | TPE Lee Y / Wang C-l D 0–2 | Não avançou          | Não avançou          | Não avançou      | [ 8 ] |

Feminino
| Atleta                                      | Evento  | Fase de grupos               | Fase de grupos                      | Fase de grupos               | Fase de grupos | Oitavas               | Quartas              | Semifinal            | Final / DB           | Final / DB  | Ref.          |
| Atleta                                      | Evento  | Adversário Resultado         | Adversário Resultado                | Adversário Resultado         | Pos.           | Adversário Resultado  | Adversário Resultado | Adversário Resultado | Adversário Resultado | Pos.        | Ref.          |
| ------------------------------------------- | ------- | ---------------------------- | ----------------------------------- | ---------------------------- | -------------- | --------------------- | -------------------- | -------------------- | -------------------- | ----------- | ------------- |
| Ratchanok Intanon                           | Simples | BEL L Tan V 2–0              | TPE Tai T-y V 2–0                   | —                            | 1 Q            | Bye                   | INA G Tunjung D 0–2  | Não avançou          | Não avançou          | Não avançou | [ 9 ]         |
| Supanida Katethong                          | Simples | BRA J Vieira V 2–0           | HKG Lo S V 2–0                      | —                            | 1 Q            | JPN A Yamaguchi D 0–2 | Não avançou          | Não avançou          | Não avançou          | Não avançou | [ 10 ]        |
| Jongkolphan Kititharakul Rawinda Prajongjai | Duplas  | FRA M Lambert / A Tran V 2–1 | DEN M Fruergaard / S Thygesen D 1–2 | KOR Baek H-n / Lee S-h D 0–2 | 3              | —                     | Não avançou          | Não avançou          | Não avançou          | Não avançou | [ 11 ] [ 12 ] |

Misto
| Atleta                                         | Evento | Fase de grupos                | Fase de grupos                  | Fase de grupos               | Fase de grupos | Oitavas              | Quartas                            | Semifinal            | Final / DB           | Final / DB  | Ref.          |
| Atleta                                         | Evento | Adversário Resultado          | Adversário Resultado            | Adversário Resultado         | Pos.           | Adversário Resultado | Adversário Resultado               | Adversário Resultado | Adversário Resultado | Pos.        | Ref.          |
| ---------------------------------------------- | ------ | ----------------------------- | ------------------------------- | ---------------------------- | -------------- | -------------------- | ---------------------------------- | -------------------- | -------------------- | ----------- | ------------- |
| Dechapol Puavaranukroh Sapsiree Taerattanachai | Duplas | NED R Tabeling / S Piek V 2–0 | ALG K Mammeri / T Mammeri V 2–0 | KOR Seo S-j / Chae Y-j D 1–2 | 2 Q            | —                    | JPN Y Watanabe / A Higashino D 0–2 | Não avançou          | Não avançou          | Não avançou | [ 13 ] [ 14 ] |

### Boxe
Masculino
| Atleta            | Evento      | Fase de 32           | Oitavas de final           | Quartas de final     | Semifinal            | Final                | Final       | Ref.   |
| Atleta            | Evento      | Adversário Resultado | Adversário Resultado       | Adversário Resultado | Adversário Resultado | Adversário Resultado | Pos.        | Ref.   |
| ----------------- | ----------- | -------------------- | -------------------------- | -------------------- | -------------------- | -------------------- | ----------- | ------ |
| Thitisan Panmod   | Até 51 kg   | —                    | CPV D Varela de Pina D 1–4 | Não avançou          | Não avançou          | Não avançou          | Não avançou | [ 15 ] |
| Bunjong Sinsiri   | Até 63,5 kg | —                    | VEN J Cova V 5–0           | CUB E Álvarez D 0–5  | Não avançou          | Não avançou          | Não avançou | [ 16 ] |
| Weerapon Jongjoho | Até 80 kg   | DOM C Pinales D 0–5  | Não avançou                | Não avançou          | Não avançou          | Não avançou          | Não avançou | [ 17 ] |

Feminino
| Atleta               | Evento    | Fase de 32           | Oitavas de final       | Quartas de final      | Semifinal            | Final                | Final             | Ref.   |
| Atleta               | Evento    | Adversário Resultado | Adversário Resultado   | Adversário Resultado  | Adversário Resultado | Adversário Resultado | Pos.              | Ref.   |
| -------------------- | --------- | -------------------- | ---------------------- | --------------------- | -------------------- | -------------------- | ----------------- | ------ |
| Chuthamat Raksat     | Até 50 kg | —                    | UZB S Bobokulova V 5–0 | CHN Wu Y D 0–5        | Não avançou          | Não avançou          | Não avançou       | [ 18 ] |
| Jutamas Jitpong      | Até 54 kg | SRB S Ćirković V 4–1 | MAR W Bertal D 2–3     | Não avançou           | Não avançou          | Não avançou          | Não avançou       | [ 19 ] |
| Thananya Somnuek     | Até 60 kg | KOS D Sadiku D 2–3   | Não avançou            | Não avançou           | Não avançou          | Não avançou          | Não avançou       | [ 20 ] |
| Janjaem Suwannapheng | Até 66 kg | —                    | COD B Mbabi V 4–1      | TUR B Sürmeneli V 4–1 | ALG I Khelif D 0–5   | Não avançou          | Medalha de bronze | [ 21 ] |
| Baison Manikon       | Até 75 kg | —                    | FRA D Michel D 0–5     | Não avançou           | Não avançou          | Não avançou          | Não avançou       | [ 22 ] |

### Ciclismo

#### Estrada
Masculino
| Atleta                 | Evento             | Tempo | Pos. | Ref.   |
| ---------------------- | ------------------ | ----- | ---- | ------ |
| Thanakhan Chaiyasombat | Corrida em estrada | DNF   | DNF  | [ 23 ] |

Feminino
| Atleta           | Evento             | Tempo    | Pos. | Ref.   |
| ---------------- | ------------------ | -------- | ---- | ------ |
| Phetdarin Somrat | Corrida em estrada | 4:13:42  | 78   | [ 24 ] |
| Phetdarin Somrat | Contrarrelógio     | 47:25.11 | 34   | [ 24 ] |

#### Pista
Velocidade
| Atleta            | Evento    | Qualificação     | Qualificação | Rodada 1                    | Repescagem 1                | Rodada 2                    | Repescagem 2                | Oitavas                     | Repescagem 3                | Quartas                     | Semifinal                   | Final / DB                  | Final / DB  | Ref.   |
| Atleta            | Evento    | Tempo Vel (km/h) | Pos.         | Adversário Tempo Vel (km/h) | Adversário Tempo Vel (km/h) | Adversário Tempo Vel (km/h) | Adversário Tempo Vel (km/h) | Adversário Tempo Vel (km/h) | Adversário Tempo Vel (km/h) | Adversário Tempo Vel (km/h) | Adversário Tempo Vel (km/h) | Adversário Tempo Vel (km/h) | Pos.        | Ref.   |
| ----------------- | --------- | ---------------- | ------------ | --------------------------- | --------------------------- | --------------------------- | --------------------------- | --------------------------- | --------------------------- | --------------------------- | --------------------------- | --------------------------- | ----------- | ------ |
| Jai Angsuthasawit | Masculino | 9.898 72.742     | 27           | Não avançou                 | Não avançou                 | Não avançou                 | Não avançou                 | Não avançou                 | Não avançou                 | Não avançou                 | Não avançou                 | Não avançou                 | Não avançou | [ 25 ] |

Keirin
| Atleta            | Evento    | Rodada 1 | Repescagem | Quartas     | Semifinal   | Final       | Ref.   |
| Atleta            | Evento    | Pos.     | Pos.       | Pos.        | Pos.        | Pos.        | Ref.   |
| ----------------- | --------- | -------- | ---------- | ----------- | ----------- | ----------- | ------ |
| Jai Angsuthasawit | Masculino | 4        | 3          | Não avançou | Não avançou | Não avançou | [ 25 ] |

#### BMX
Corrida
| Atleta           | Evento    | Quartas | Quartas | Última chance | Última chance | Semifinal   | Semifinal   | Final       | Final       | Pos. geral | Ref.   |
| Atleta           | Evento    | Pontos  | Pos.    | Tempo         | Pos.          | Pontos      | Pos.        | Tempo       | Pos.        | Pos. geral | Ref.   |
| ---------------- | --------- | ------- | ------- | ------------- | ------------- | ----------- | ----------- | ----------- | ----------- | ---------- | ------ |
| Komet Sukprasert | Masculino | 23      | 23      | Não avançou   | Não avançou   | Não avançou | Não avançou | Não avançou | Não avançou | 23         | [ 26 ] |

### Golfe
Masculino
| Atleta               | Evento     | Rodada 1 | Rodada 2 | Rodada 3 | Rodada 4 | Total | Total | Total | Ref.   |
| Atleta               | Evento     | Total    | Total    | Total    | Total    | Total | Par   | Pos.  | Ref.   |
| -------------------- | ---------- | -------- | -------- | -------- | -------- | ----- | ----- | ----- | ------ |
| Kiradech Aphibarnrat | Individual | 74       | 73       | 72       | 71       | 290   | +6    | 54    | [ 27 ] |
| Phachara Khongwatmai | Individual | 70       | 75       | 74       | WD       | WD    | WD    | WD    | [ 28 ] |

Feminino
| Atleta            | Evento     | Rodada 1 | Rodada 2 | Rodada 3 | Rodada 4 | Total | Total | Total | Ref.   |
| Atleta            | Evento     | Total    | Total    | Total    | Total    | Total | Par   | Pos.  | Ref.   |
| ----------------- | ---------- | -------- | -------- | -------- | -------- | ----- | ----- | ----- | ------ |
| Atthaya Thitikul  | Individual | 72       | 69       | 69       | 76       | 286   | –2    | =18   | [ 29 ] |
| Patty Tavatanakit | Individual | 76       | 71       | 68       | 75       | 290   | +2    | =29   | [ 29 ] |

### Halterofilismo
Masculino
| Atleta              | Evento    | Arranco | Arranco | Arremesso | Arremesso | Total | Pos.             | Ref.   |
| Atleta              | Evento    | Result. | Pos.    | Result.   | Pos.      | Total | Pos.             | Ref.   |
| ------------------- | --------- | ------- | ------- | --------- | --------- | ----- | ---------------- | ------ |
| Theerapong Silachai | Até 61 kg | 132     | 3       | 171       | 2         | 303   | Medalha de prata | [ 30 ] |
| Weeraphon Wichuma   | Até 73 kg | 148     | 9       | 198       | 2         | 346   | Medalha de prata | [ 31 ] |

Feminino
| Atleta              | Evento        | Arranco | Arranco | Arremesso | Arremesso | Total | Pos.              | Ref.   |
| Atleta              | Evento        | Result. | Pos.    | Result.   | Pos.      | Total | Pos.              | Ref.   |
| ------------------- | ------------- | ------- | ------- | --------- | --------- | ----- | ----------------- | ------ |
| Surodchana Khambao  | Até 49 kg     | 88      | 4       | 112       | 2         | 200   | Medalha de bronze | [ 32 ] |
| Duangaksorn Chaidee | Mais de 81 kg | 120     | 5       | 152       | 6         | 272   | 6                 | [ 33 ] |

### Hipismo

#### Saltos
| Atleta                   | Cavalo               | Evento     | Qualificação | Qualificação | Qualificação | Final       | Final       | Final       | Ref.   |
| Atleta                   | Cavalo               | Evento     | Pen.         | Tempo        | Pos.         | Pen.        | Tempo       | Pos.        | Ref.   |
| ------------------------ | -------------------- | ---------- | ------------ | ------------ | ------------ | ----------- | ----------- | ----------- | ------ |
| Janakabhorn Karunayadhaj | Maxwin Kinmar Agalux | Individual | EL           | EL           | EL           | Não avançou | Não avançou | Não avançou | [ 34 ] |

### Judô
Masculino
| Atleta          | Evento    | Primeira fase          | Oitavas                | Quartas              | Semifinais           | Repescagem           | Final / DB           | Final / DB | Ref.   |
| Atleta          | Evento    | Adversário Resultado   | Adversário Resultado   | Adversário Resultado | Adversário Resultado | Adversário Resultado | Adversário Resultado | Pos.       | Ref.   |
| --------------- | --------- | ---------------------- | ---------------------- | -------------------- | -------------------- | -------------------- | -------------------- | ---------- | ------ |
| Masayuki Terada | Até 73 kg | HAI P Metellus V 11–00 | ITA M Lombardo D 00–01 | Não avançou          | Não avançou          | Não avançou          | Não avançou          | =9         | [ 35 ] |

### Natação
Masculino
| Atleta               | Evento      | Eliminatórias | Eliminatórias | Semifinal   | Semifinal   | Final       | Final       | Ref.   |
| Atleta               | Evento      | Tempo         | Pos.          | Tempo       | Pos.        | Tempo       | Pos.        | Ref.   |
| -------------------- | ----------- | ------------- | ------------- | ----------- | ----------- | ----------- | ----------- | ------ |
| Dulyawat Kaewsriyong | 100 m livre | 50.64         | 49            | Não avançou | Não avançou | Não avançou | Não avançou | [ 36 ] |

Feminino
| Atleta           | Evento     | Eliminatórias | Eliminatórias | Semifinal   | Semifinal   | Final       | Final       | Ref.   |
| Atleta           | Evento     | Tempo         | Pos.          | Tempo       | Pos.        | Tempo       | Pos.        | Ref.   |
| ---------------- | ---------- | ------------- | ------------- | ----------- | ----------- | ----------- | ----------- | ------ |
| Jenjira Srisaard | 50 m livre | 25.18         | 23            | Não avançou | Não avançou | Não avançou | Não avançou | [ 37 ] |

### Pentatlo moderno
| Atleta         | Evento    | Esgrima ranqueamento (espada um toque) | Esgrima ranqueamento (espada um toque) | Semifinal | Semifinal             | Semifinal             | Semifinal          | Semifinal          | Semifinal                                             | Semifinal                                             | Semifinal | Semifinal | Final       | Final                 | Final                 | Final              | Final              | Final                                                 | Final                                                 | Final       | Final       | Ref.   |
| Atleta         | Evento    | Esgrima ranqueamento (espada um toque) | Esgrima ranqueamento (espada um toque) | FBR       | Natação (200 m livre) | Natação (200 m livre) | Equitação (saltos) | Equitação (saltos) | Combinado: tiro/corrida (pistola de ar 10 m)/(3200 m) | Combinado: tiro/corrida (pistola de ar 10 m)/(3200 m) | Pts tot.  | Pos.      | FBR         | Natação (200 m livre) | Natação (200 m livre) | Equitação (saltos) | Equitação (saltos) | Combinado: tiro/corrida (pistola de ar 10 m)/(3200 m) | Combinado: tiro/corrida (pistola de ar 10 m)/(3200 m) | Pts tot.    | Pos.        | Ref.   |
| Atleta         | Evento    | V–D                                    | Pts MP                                 | Pts       | Tempo                 | Pts MP                | Pen.               | Pts MP             | Tempo                                                 | Pts MP                                                | Pts tot.  | Pos.      | Pts         | Tempo                 | Pts MP                | Pen.               | Pts MP             | Tempo                                                 | Pts MP                                                | Pts tot.    | Pos.        | Ref.   |
| -------------- | --------- | -------------------------------------- | -------------------------------------- | --------- | --------------------- | --------------------- | ------------------ | ------------------ | ----------------------------------------------------- | ----------------------------------------------------- | --------- | --------- | ----------- | --------------------- | --------------------- | ------------------ | ------------------ | ----------------------------------------------------- | ----------------------------------------------------- | ----------- | ----------- | ------ |
| Phurit Yohuang | Masculino | 12–23                                  | 187                                    | 1         | 2:02.18               | 306                   | 84.66              | 245                | 11:03.33                                              | 637                                                   | 1375      | 18        | Não avançou | Não avançou           | Não avançou           | Não avançou        | Não avançou        | Não avançou                                           | Não avançou                                           | Não avançou | Não avançou | [ 38 ] |

### Remo
Masculino
| Atleta                 | Evento        | Baterias | Baterias | Repescagem | Repescagem | Quartas | Quartas | Semifinais | Semifinais | Final   | Final | Ref.                        |
| Atleta                 | Evento        | Tempo    | Pos.     | Tempo      | Pos.       | Tempo   | Pos.    | Tempo      | Pos.       | Tempo   | Pos.  | Ref.                        |
| ---------------------- | ------------- | -------- | -------- | ---------- | ---------- | ------- | ------- | ---------- | ---------- | ------- | ----- | --------------------------- |
| Premanut Wattananusith | Skiff simples | 7:25.76  | 6 R      | 7:29.89    | 4 SE/F     | —       | —       | 7:48.78    | 3 FE       | 7:18.58 | 30    | [ 39 ] [ 40 ] [ 41 ] [ 42 ] |

Legenda: FA = Final A (disputa de medalha); FB = Final B (sem disputa de medalha); FC = Final C (sem disputa de medalha); FD = Final D (sem disputa de medalha); FE = Final E (sem disputa de medalha); FF = Final F (sem disputa de medalha); SA/B = Semifinais A/B; SC/D = Semifinais C/D; SE/F = Semifinais E/F; QF = Quartas; R = Repescagem

### Skate
Feminino
| Atleta            | Evento | Qualificação | Qualificação | Final       | Final       | Ref.   |
| Atleta            | Evento | Pontos       | Pos.         | Pontos      | Pos.        | Ref.   |
| ----------------- | ------ | ------------ | ------------ | ----------- | ----------- | ------ |
| Vareeraya Sukasem | Street | 200.75       | 17           | Não avançou | Não avançou | [ 43 ] |

### Taekwondo
Masculino
| Atleta             | Evento    | Oitavas                | Quartas              | Semifinais           | Repescagem           | Final / DB           | Final / DB  | Ref.   |
| Atleta             | Evento    | Adversário Resultado   | Adversário Resultado | Adversário Resultado | Adversário Resultado | Adversário Resultado | Pos.        | Ref.   |
| ------------------ | --------- | ---------------------- | -------------------- | -------------------- | -------------------- | -------------------- | ----------- | ------ |
| Banlung Tubtimdang | Até 68 kg | ESP J Pérez Polo D 0–2 | Não avançou          | Não avançou          | Não avançou          | Não avançou          | Não avançou | [ 44 ] |

Feminino
| Atleta                 | Evento    | Oitavas                | Quartas              | Semifinais            | Repescagem              | Final / DB           | Final / DB      | Ref.   |
| Atleta                 | Evento    | Adversário Resultado   | Adversário Resultado | Adversário Resultado  | Adversário Resultado    | Adversário Resultado | Pos.            | Ref.   |
| ---------------------- | --------- | ---------------------- | -------------------- | --------------------- | ----------------------- | -------------------- | --------------- | ------ |
| Panipak Wongpattanakit | Até 49 kg | MAR O El-Bouchti V 2–0 | KSA D Abutaleb V 2–0 | CRO L Stojković V 2–0 | —                       | CHN Guo Q V 2–1      | Medalha de ouro | [ 45 ] |
| Sasikarn Tongchan      | Até 67 kg | BRA C Santos V 2–0     | SRB A Perišić D 0–2  | Não avançou           | UZB O Sobirjonova D 1–2 | Não avançou          | Não avançou     | [ 46 ] |

### Tênis de mesa
Feminino
| Atleta                                                  | Evento  | Preliminar           | Primeira rodada      | Segunda rodada       | Oitavas de final     | Quartas de final     | Semifinal            | Final                | Final       | Ref.                 |
| Atleta                                                  | Evento  | Adversário Resultado | Adversário Resultado | Adversário Resultado | Adversário Resultado | Adversário Resultado | Adversário Resultado | Adversário Resultado | Pos.        | Ref.                 |
| ------------------------------------------------------- | ------- | -------------------- | -------------------- | -------------------- | -------------------- | -------------------- | -------------------- | -------------------- | ----------- | -------------------- |
| Suthasini Sawettabut                                    | Simples | Bye                  | POL N Bajor D 3–4    | Não avançou          | Não avançou          | Não avançou          | Não avançou          | Não avançou          | Não avançou | [ 47 ]               |
| Orawan Paranang                                         | Simples | Bye                  | UKR M Pesotska D 3–4 | Não avançou          | Não avançou          | Não avançou          | Não avançou          | Não avançou          | Não avançou | [ 48 ]               |
| Suthasini Sawettabut Orawan Paranang Jinnipa Sawettabut | Equipes | —                    | —                    | —                    | FRA França V 3–2     | JPN Japão D 0–3      | Não avançou          | Não avançou          | Não avançou | [ 47 ] [ 48 ] [ 49 ] |

### Tiro
Masculino
| Atleta                  | Evento               | Qualificação | Qualificação | Final       | Final       | Ref.   |
| Atleta                  | Evento               | Marca        | Pos.         | Marca       | Pos.        | Ref.   |
| ----------------------- | -------------------- | ------------ | ------------ | ----------- | ----------- | ------ |
| Thongphaphum Vongsukdee | Carabina 3 pos. 50 m | 578          | 39           | Não avançou | Não avançou | [ 50 ] |

Feminino
| Atleta                | Evento             | Qualificação | Qualificação | Final       | Final       | Ref.   |
| Atleta                | Evento             | Marca        | Pos.         | Marca       | Pos.        | Ref.   |
| --------------------- | ------------------ | ------------ | ------------ | ----------- | ----------- | ------ |
| Kamonlak Saencha      | Pistola de ar 10 m | 564          | 36           | Não avançou | Não avançou | [ 51 ] |
| Kamonlak Saencha      | Pistola livre 25 m | 570          | 33           | Não avançou | Não avançou | [ 52 ] |
| Tanyaporn Prucksakorn | Pistola de ar 10 m | 571          | 21           | Não avançou | Não avançou | [ 53 ] |
| Tanyaporn Prucksakorn | Pistola livre 25 m | 580          | 19           | Não avançou | Não avançou | [ 53 ] |

### Vela
Eventos com regata da medalha
| Atleta                 | Evento       | Regatas | Regatas | Regatas | Regatas | Regatas | Regatas | Regatas | Regatas | Regatas | Regatas | Regatas | Regatas | Regatas | Regatas | Regatas | Regatas | Pontos | Pos. | Ref.   |
| Atleta                 | Evento       | 1       | 2       | 3       | 4       | 5       | 6       | 7       | 8       | 9       | 10      | 11      | 12      | 13      | 14      | 15      | M*      | Pontos | Pos. | Ref.   |
| ---------------------- | ------------ | ------- | ------- | ------- | ------- | ------- | ------- | ------- | ------- | ------- | ------- | ------- | ------- | ------- | ------- | ------- | ------- | ------ | ---- | ------ |
| Arthit Mikhail Romanyk | Laser        | 39      | 24      | 30      | 26      | 29      | 30      | 21      | 35      | —       | —       | —       | —       | —       | —       | —       | EL      | 195    | 35   | [ 54 ] |
| Sophia Montgomery      | Laser Radial | 26      | 29      | 35      | 23      | 21      | 15      | 44      | 6       | 34      | —       | —       | —       | —       | —       | —       | EL      | 189    | 27   | [ 55 ] |

M = Regata da medalha; EL = Eliminado(a) – não avançou para a regata da medalha
Eventos de eliminação
| Atleta           | Evento                 | Série de abertura | Série de abertura | Série de abertura | Série de abertura | Série de abertura | Série de abertura | Série de abertura | Série de abertura | Série de abertura | Série de abertura | Série de abertura | Série de abertura | Série de abertura | Série de abertura | Série de abertura | Série de abertura | Série de abertura | Série de abertura | Série de abertura | Série de abertura | Série de abertura | Série de abertura | Quartas     | Semifinal   | Final       | Pos. | Ref.   |
| Atleta           | Evento                 | 1                 | 2                 | 3                 | 4                 | 5                 | 6                 | 7                 | 8                 | 9                 | 10                | 11                | 12                | 13                | 14                | 15                | 16                | 17                | 18                | 19                | 20                | Pontos            | Pos.              | Quartas     | Semifinal   | Final       | Pos. | Ref.   |
| ---------------- | ---------------------- | ----------------- | ----------------- | ----------------- | ----------------- | ----------------- | ----------------- | ----------------- | ----------------- | ----------------- | ----------------- | ----------------- | ----------------- | ----------------- | ----------------- | ----------------- | ----------------- | ----------------- | ----------------- | ----------------- | ----------------- | ----------------- | ----------------- | ----------- | ----------- | ----------- | ---- | ------ |
| Joseph Weston    | Formula Kite masculino | 19                | 17                | 16                | 11                | 19                | 17                | 17                | Cancelado         | Cancelado         | Cancelado         | Cancelado         | Cancelado         | Cancelado         | Cancelado         | Cancelado         | Cancelado         | —                 | —                 | —                 | —                 | 78                | 18                | Não avançou | Não avançou | Não avançou | 18   | [ 56 ] |
| Benyapa Jantawan | Formula Kite feminino  | 17                | 18                | 16                | 18                | 21                | 21                | Cancelado         | Cancelado         | Cancelado         | Cancelado         | Cancelado         | Cancelado         | Cancelado         | Cancelado         | Cancelado         | Cancelado         | —                 | —                 | —                 | —                 | 90                | 19                | Não avançou | Não avançou | Não avançou | 19   | [ 57 ] |